# Kiyomi Watanabe
Pour les articles homonymes, voir Watanabe.
Kiyomi Watanabe (佐藤瑠香), née le 25 août 1996 à Cebu, est une judokate philipino-japonaise combattant sous les couleurs des Philippines. Luttant dans la catégorie des moins de 63 kg, mi-moyens, elle est médaillée d'argent aux Jeux asiatiques en 2018.

## Biographie
Kiyomi est née à Cebu City d'un père japonais et d'une mère philippine.

## Palmarès

### Compétitions internationales
| Année | Compétition            | Lieu           | Résultat | Catégorie      |
| ----- | ---------------------- | -------------- | -------- | -------------- |
| 2013  | Jeux d'Asie du Sud-Est | Naypyidaw      | 1re      | Moins de 63 kg |
| 2015  | Jeux d'Asie du Sud-Est | Singapour      | 1re      | Moins de 63 kg |
| 2017  | Jeux d'Asie du Sud-Est | Kuala Lumpur   | 1re      | Moins de 63 kg |
| 2018  | Jeux asiatiques        | Jakarta        | 2e       | Moins de 63 kg |
| 2019  | Jeux d'Asie du Sud-Est | New Clark City | 1re      | Moins de 63 kg |

### Tournois Grand Chelem et Grand Prix
| Année | Compétition           | Lieu       | Résultat | Catégorie      |
| ----- | --------------------- | ---------- | -------- | -------------- |
| 2018  | Grand Slam de Paris   | Paris      | 3e       | Moins de 63 kg |
| 2018  | Grand Prix Düsseldorf | Düsseldorf | 3e       | Moins de 63 kg |